# Рока Сан Ценоне (Терни)
Рока Сан Ценоне је насеље у Италији у округу Терни, региону Умбрија.
Према процени из 2011. у насељу је живело 55 становника. Насеље се налази на надморској висини од 200 м.